# Fastway
Fastway är ett brittiskt heavy metal-band som bildades 1983 av gitarristen Eddie Clarke (död 2018) som tidigare var med i Motörhead och basisten Pete Way som tidigare var med i UFO. Tidigare medlemmar i gruppen är bland annat trummisen Jerry Shirley som tidigare var med i Humble Pie och sångaren Dave King som bildade bandet Flogging Molly.

## Medlemmar
Senaste medlemmar
- "Fast" Eddie Clarke – gitarr (1982–1992, 2007–2018, död 2018)
- Toby Jepson – sång (2007–2018)
- Raymond Hailer – basgitarr (2007–2018)

Tidigare medlemmar
- Pete Way – basgitarr (1982)
- Topper Headon – trummor (1982)
- Dave King – sång, akustisk gitarr, basgitarr, trummor (1982–1988)
- Alfie Angus – basgitarr (1982–1983)
- Jerry Shirley – trummor (1982–1984)
- Lea Hart (Barry Hart) – sång (1988–1992)
- Charlie McCracken – basgitarr (1983–1984)
- Shane Carroll – gitarr, keyboard (1986)
- Paul Reid – basgitarr (1986)
- Alan Connor – trummor (1986)
- Tim Carter – basgitarr (1987–1988)
- Neil Murray – basgitarr (1988)
- Gary Ferguson – basgitarr (1988)
- Paul Gray – basgitarr (1988–1990)
- Steve Clarke – trummor (1988–1990)
- K.B. Bren – basgitarr (1990–1992)
- Riff Raff – trummor (1990–1992)
- Don Airey – keyboard (1988)
- Harv (John Harbinson) – sång (2007)
- John McManus – basgitarr, sång (2007)
- Steve Strange – trummor (2007–2008)
- Matt Eldridge – trummor (2011–?)

## Diskografi
Studioalbum
- Fastway (1983)
- All Fired Up (1984)
- Waiting for the Roar (1985)
- Trick or Treat (soundtrack, 1986)
- On Target (1988)
- Bad Bad Girls (1990)
- On Target Reworked (1998)
- Eat Dog Eat (2011)

Livealbum
- Say What You Will: Live (livealbum, 1991)
- Steal the Show (2010)

Singlar
- "We Become One" / "Crazy Dream" (1983)
- "Easy Livin'" / "Say What You Will" / "Far Far From Home" (1983)
- "Far Far From Home" (1983)
- "All Fired Up" / "Hurtin' Me" (1984)
- "The Stranger" / "Hurtin' Me" (1984)
- "The World Waits For You" / "Doin' Just Fine" (1986)
- "After Midnight" (1987)
- "A Fine Line" / "Change of Hearts" (1988)
- "I’ve Had Enough" (1990)
- "Bad Bad Girls" / "All Shook Up" (1990)

Samlingsalbum
- The Collection (2001)

Annat
- Fastway/All Fired Up (remastered, 2003)
- Waiting For The Roar (remastered, 2005)